# Gustaf Johansson
Julius Gustaf Mauritz "Lulle" Johansson (14. září 1900, Stockholm – 1. července 1971, Stockholm) byl švédský reprezentační hokejový obránce.
V roce 1924 a 1928 byl členem Švédské hokejové týmu, kde skončil na olympijských hrách prvně čtvrtý a pak dosáhl na první švédskou hokejovou medaili z ZOH.